# 铜茨乡
铜茨乡，是中华人民共和国四川省乐山市沙湾区曾经下辖的一个乡。2019年12月，撤销铜茨乡，将原铜茨乡铜茨社区、老街村、龙柱村、青冈坪村、园坝村、江山村所属行政区域划归福禄镇管辖，将原铜茨乡安池村、营业村所属行政区域划归牛石镇管辖。

## 行政区划
铜茨乡撤销前下辖以下地区：
铜茨社区、老街村、龙柱村、青冈坪村、园坝村、安池村、营业村和江山村。